# Вогнище в білій ночі
«Вогнище в білій ночі» (рос. «Костёр в белой ночи») — радянський художній фільм 1984 року. За романом Юрія Сбітнєва «Пожежа».

## Сюжет
Дія відбувається влітку 1971 року в Сибіру, де поблизу селища Ербогачон працює геологорозвідувальна експедиція під керівництвом Івана Копирєва. Суха і спекотна погода сприяє виконанню плану, однак роботи гальмує наявність вічної мерзлоти, яка перешкоджає буровим роботам. Порушуючи протипожежні правила, майстер вирішує використовувати вогонь для відтавання мерзлоти. Однак контролювати вогонь в суху вітряну погоду виявляється неможливо, в результаті чого виникає тайгова пожежа.

## У ролях
- Володимир Антоник —  Павло Копирєв
- Галина Мунзук —  Олена
- Вадим Андреєв —  Єлфімов
- Микола Гравшин —  Красноштанов
- Юрій Заборовський —  Хаєнко
- Віктор Тарасов —  Ручьйов
- Віталій Яковлєв —  геодезист

## Знімальна група
- Автор сценарію:  Юрій Сбітнєв
- Режисер:  Борис Бунеєв
- Оператор: Олексій Чардинін
- Композитор: Євген Геворгян